# Fannia hyalinipennis
Fannia hyalinipennis är en tvåvingeart som först beskrevs av Leander Czerny 1903.  Fannia hyalinipennis ingår i släktet Fannia och familjen takdansflugor.
Artens utbredningsområde är Bolivia. Inga underarter finns listade i Catalogue of Life.